# Somiedo
Somiedo is een gemeente in de Spaanse provincie en regio Asturië met een oppervlakte van 291,38 km². Somiedo telt 1.190 inwoners (1 januari 2016).
De gemeente omvat een aantal dorpen waarvan hoofdplaats Pola de Somiedo met 242 inwoners het grootst is en de meeste faciliteiten biedt. Het grondgebied is onderdeel van het Cantabrisch Gebergte en is van alle kanten moeilijk toegankelijk. De totale oppervlakte van de gemeente is tot een natuurpark verklaard, het Natuurpark Somiedo.
Somiedo wordt aangeprezen als een gebied waar mens nog dicht bij de natuur leeft. Het is opgenomen in de lijst met biosfeerreservaten van UNESCO's Mens- en Biosfeerprogramma (MAB).

## Natuurpark
Het Natuurpark Somiedo is vooral van belang vanwege het voorkomen van de Europese bruine beer (Ursus arctos arctos) en is een van de weinige gebieden in Spanje waar deze nog in het wild leven. Daarnaast komt hier ook het zeldzame Cantabrische auerhoen (Tetrao urogallus cantabricus) voor en worden er enkele endemische planten gevonden.

## Woonkernen
| - Aguino - Clavillas - Corés - El Coto - El Puerto | - Endriga - Gúa - La Riera - Las Morteras - Pigüeña | - Pigüeces - Pola de Somiedo - Valle de Lago - Veigas - Villar de Vildas |

## Demografische ontwikkeling
Bron: INE, 1857-2011: volkstellingen